# オオアタマヨコクビガメ
オオアタマヨコクビガメ（Peltocephalus dumerilianus）は、爬虫綱カメ目ヨコクビガメ科（ナンベイヨコクビガメ科とする説もあり）オオアタマヨコクビガメ属に分類されるカメ。本種のみでオオアタマヨコクビガメ属を構成する。

## 分布
コロンビア北東部および南部、ブラジル北部、フランス（仏領ギアナ）、ベネズエラ南西部のアマゾン川、オリノコ川水系（エクアドル東部、ペルー南東部？）

## 形態
最大甲長44センチメートル。オスよりもメスの方が大型になる。背甲はややドーム状に盛りあがる。背甲の色彩は灰色や褐色、暗褐色、暗黄色、黒。左右の喉甲板の間にある甲板（間喉甲板）が大型で胸甲板に接するため、左右の喉甲板や肩甲板が接しない。腹甲の色彩は褐色や黄褐色。
頭部は非常に大型で分厚い上に幅広く、和名や英名（big-headed=大きい頭の）の由来になっている。頭部は数枚の大型鱗で覆われる。属名Peltocephalusは「保護された頭、覆われた頭」の意で、頭部を覆う大型鱗に由来する。吻端は突出し、顎の先端は鉤状に強く尖る。頭部や四肢や尾の色彩は灰色や暗黄色、暗褐色一色で、鼓膜の周囲や喉、四肢の基部は薄灰色や薄黄褐色。
卵は長径5-5.9センチメートル、短径3.4-4.6センチメートル。幼体は椎甲板に筋状の盛り上がり（キール）があるが、成長に伴いキールは不明瞭になる。
オスはメスに比べると背甲の幅が狭く甲高が低い。オスの成体は尾が太くて長く、尾をまっすぐに伸ばした状態では総排泄口全体が背甲の外側に位置する。メスの成体は尾が細いうえに短く、尾をまっすぐに伸ばしても総排泄口の全体か大部分が背甲よりも内側にある。

## 分類
ヨコクビガメ科内では同所的に分布するナンベイヨコクビガメ属に最も近縁と考えられている。
種小名dumerilianusは、André Marie Constant Dumérilへの献名。

## 生態
河川やその周囲にある河跡湖、潟湖、湿原などに生息する。
食性は雑食で、魚類、昆虫、甲殻類、貝類、動物の死骸、果実、種子、水生植物、藻類などを食べる。幼体やオスの成体は動物食傾向が強く、メスの成体は植物食傾向が強い。
繁殖形態は卵生。乾季に氾濫原にある森林で、1回に7-25個の卵を産む。卵は100日以上で孵化する。

## 人間との関係
卵も含めて食用とされる事もある。
生息数の推移に関して定期的なデータは取られていないが、生息密度があまり高くないため生息数は比較的少ないと考えられている。食用の採集による生息数の減少が懸念されている。一方で南アメリカ大陸に分布する同科他種とは違い自家採集が主で、商業的な大規模採集はあまり行われていない（卵も森林の中で産むため採集される事が少ない）。生息地では法的に保護の対象とされている。輸出例は非常に少ない上にほぼガイアナとベネズエラに限られ、ベネズエラは2000年以降は輸出を停止、ガイアナは500頭の輸出枠を設けているものの2005-2008年の間に数個体しか輸出されていない。
ペットとして飼育されることもあり、日本にも輸入されている。流通は非常にまれ。